# Tanya Adams
L'agent spécial Tanya Adams (ou simplement Tanya) est un personnage de jeu vidéo de la série Command and Conquer développée par Westwood Studios. Elle est d'un grand secours pour les Alliés lors des trois guerres face à l'Union soviétique. 
Armée de deux Colt .45 et d'explosifs C-4, elle est redoutable face à l'infanterie et dans la destruction de bâtiments. Néanmoins, elle est totalement inefficace face aux véhicules.

## Cinématique
Dans les cinématiques, Tanya est jouée par des actrices.
Elle est interprétée par Lynne Litteer dans le premier Command and Conquer : Alerte rouge, par Kari Wührer dans Command and Conquer : Alerte rouge 2 et par Jenny McCarthy dans Command and Conquer : Alerte rouge 3.

## Compétences et évolution

### Command and Conquer: Alerte rouge
Pour sa première apparition, Tanya apparaît sur le champ de bataille comme commando capable d'éliminer des divisions entières d'infanterie ennemies et de détruire immédiatement n'importe quel bâtiment en y posant une bombe. Cependant, elle attaque uniquement lorsque le joueur lui en donne l'ordre et n'est pas capable de se défendre automatiquement. Elle ne peut rien contre les véhicules.
Dans la première mission des Alliés, Tanya joue déjà une place prépondérante puisque c'est elle qui libère Albert Einstein en détruisant une base soviétique à elle seule. Dans la cinquième, elle est capturée par des agents ennemis, sa libération est l'objectif de la mission.
On sait peu de choses sur elle : c'est une civile, (comme s'exclamera le général Stavros en la voyant débarquer pendant le briefing de la première mission) probablement membre de la résistance, mais on ignore de quel pays.

### Command and Conquer: Alerte rouge 2
Dans cette suite, Tanya peut nager et détruire les bateaux en y posant des bombes, elle attaque les ennemis automatiquement et peut acquérir de l'expérience (comme toutes les autres unités du jeu). Elle n'a toujours aucun impact contre les véhicules et les structures défensives. En mode escarmouche, le joueur peut « produire » autant de Tanya qu'il le désire.
Il est intéressant de remarquer au passage « l'américanisation » du personnage de Tanya, qui passe ici du statut de résistante civile européenne à celui de meilleur élément de l'armée US. Comme le montrent les plaques autour de son cou, elle fait probablement partie du corps des Marines (Recon ?) mais son grade reste indéterminé. Sa couleur de cheveux est passée de noir à châtain clair.

### Command and Conquer: Alerte rouge 2 - La Revanche de Yuri
Dans cette extension, Tanya est immunisée contre le contrôle mental de Yuri et peut détruire les véhicules en y posant ses charges de C-4 (même si cela signifie qu'elle doit s'en approcher suffisamment). De plus, sa mort n'entraîne plus forcément l'échec de la mission, une cinématique nous informe qu'elle est évacuée par hélicoptère et qu'elle peut revenir dans des missions postérieures si nécessaire. 
Cependant, elle ne peut plus être « produite » de façon illimitée en mode escarmouche et reste limitée à un seul « exemplaire ». À la place, des commandos marins font leur apparition. Ils sont à peu près aussi efficaces que Tanya pour l'infanterie et les bâtiments mais inutile contre les véhicules, comme cette dernière avant l'extension.
À noter qu'apparaît ici son homologue soviétique : Boris. Il n'utilise pas de C-4 contre les bâtiments, mais un pointeur laser qui désigne les cibles à une escadrille de chasseurs MiG. Si cela lui permet de rester hors de portée des éventuelles tourelles de défense, les missiles des MiG ne sont pas aussi efficace que les explosifs (certaines structures nécessitent deux passages). Il ne peut également pas évoluer en milieu aquatique.
Bien sûr, les concepteurs ne pouvaient pas passer à côté d'une mission réunissant le duo Tanya/Boris pour lutter contre Youri.

### Command and Conquer: Alerte rouge 3
Tanya, toujours américaine, change encore une fois de coiffure et de couleur de cheveux. Elle peut détruire tous les types de blindés ainsi que l'infanterie ; elle nage et peut entrer en garnison dans des bâtiments civils. Son équivalent soviétique est Natasha et japonais Yuriko. Il y a encore un duo soviétique/alliée le temps de la 4e mission. Quand la campagne est terminée, elle drague (en même temps que le lieutenant Eva) le commandant.